# Centrale idroelettrica di Cadarese
La Centrale idroelettrica "Carlo Feltrinelli" di Cadarese si trova a Cadarese nel comune di Premia, nella provincia del Verbano-Cusio-Ossola, nei pressi del Fiume Toce.
Venne commissionata nel 1925 da Ettore Conti, imprenditore milanese, che la costruì tra il 1926 e il 1928 il su progetto di Piero Portaluppi.
La centrale di Cadarese fu dedicata a Carlo Feltrinelli, presidente Edison.

## Equipaggiamento

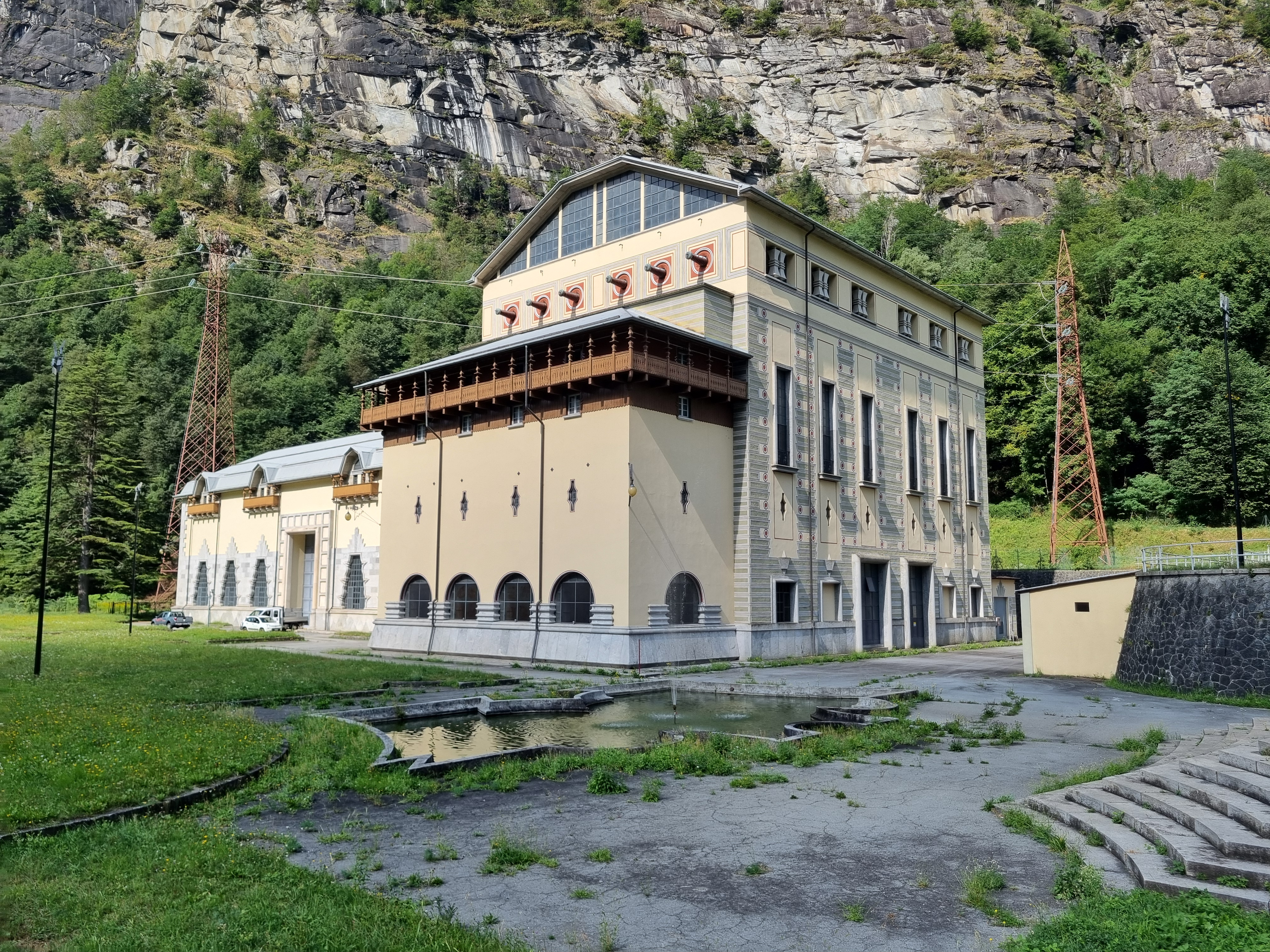

La centrale sfrutta le acque del Fiume Toce e quelle di scarico della centrale di Fondovalle, che a sua volta sfrutta le acque della centrale di Ponte. La condotta è lunga 7 chilometri, scavata nella roccia. Il canale di restituzione delle acque scarica nel Fiume Toce a monte della sottostante centrale di Crego.
La centrale dispone di una potenza di 68 MW prodotti da un salto di 467 metri. L'equipaggiamento consiste in due gruppi generatori ad asse orizzontale con 4 turbine Riva Pelton a due getti.
Prima di questa centrale la società di Ettore Conti, intorno agli anni 1907-1908, costruì l'impianto di Rivasco che rimase in funzione fino al 1928 fin quando venne assorbito nel complesso di Cadarese.

## Edificio

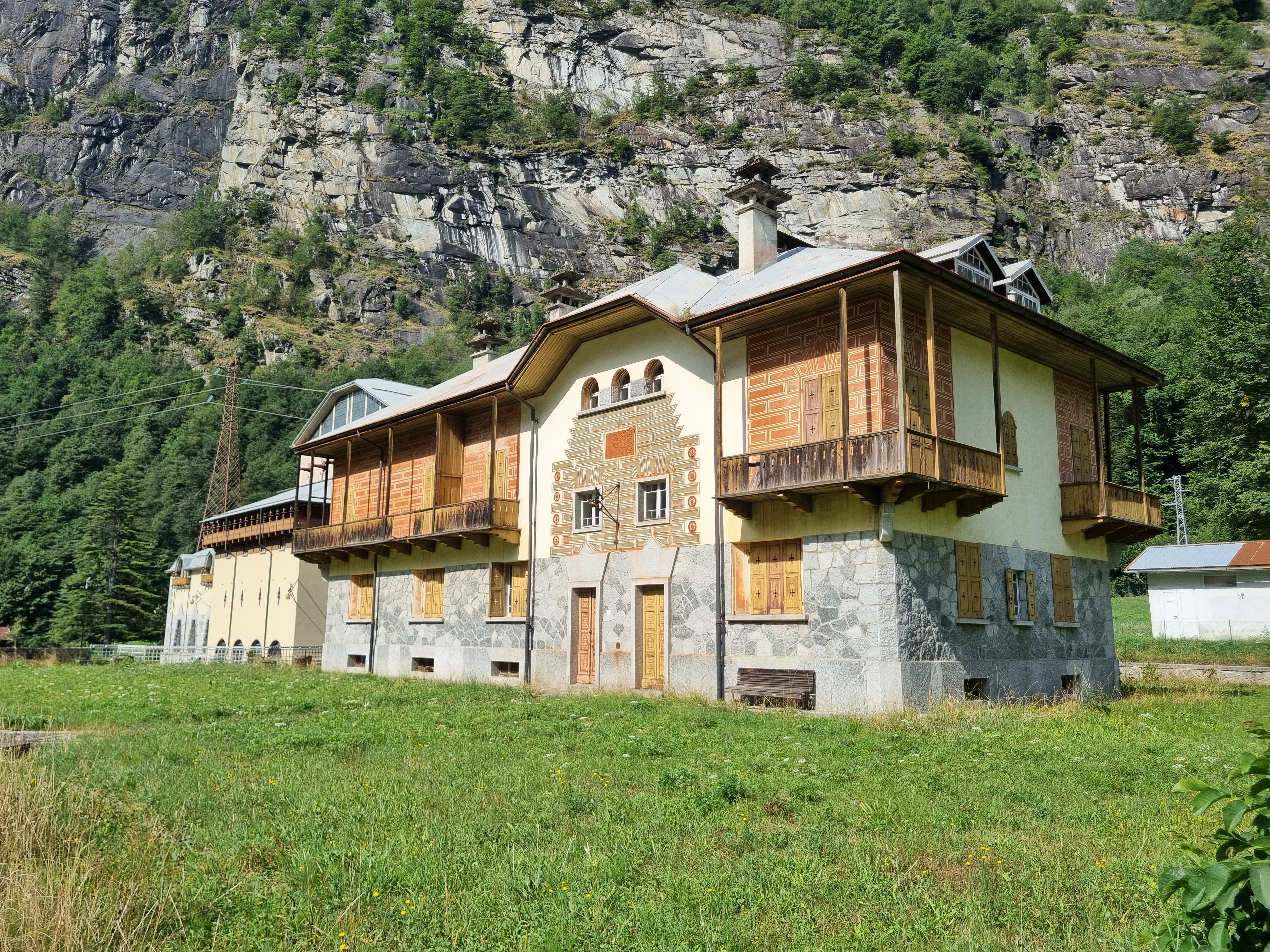
Casa del direttore dell'impianto

L'edificio venne progettato dall'architetto Piero Portaluppi che realizzò una struttura ricca di decorazioni in stile déco, in pietra locale, perfettamente calata nel contesto.
L'edificio principale è affiancato dalla casa del direttore.